# Хешень
Хешень (|鈕祜祿·和珅, 1750—1799) — політичний та військовий діяч часів династії Цін, фаворит імператора Хунлі. Хешеня часто називають «найбільшим корупціонером в історії».
Імператор наблизив до себе Хешеня ще тоді, коли той був звичайним охоронцем в його ескорті. Хешень став заступником командувача одного з «восьмипрапорних» корпусів,  потім помічником керівника податкової служби, очолив управління палацу, увійшов до складу імператорської канцелярії та Військової ради — загалом фаворит імператора близько двох десятків посад, до кожної з яких додавалися відповідні доходи. Здобуваючи кожний новий сан чи титул, Хешень зазвичай залишав за собою попередні. Зрештою він очолив уряд і став дасюеші — європейці назвали його канцлером або ж першим міністром.
З часом Хунлі фактично відійшов від справ, «передоручивши» першому міністру державне кермо. Хешеню вдалося видати свого сина за доньку імператора і це перетворила його на одного з найближчим імператорських родичів. Хешень скористався своїм становищем насамперед для збільшення власних статків. Джерела стверджують, що фаворит не брав дрібних хабарів і звичайних подарунків, а тим, хто наважувався їх йому запропонувати, повертав — з вимогою повернутися із чимось справді великим і цінним. Хешень також привласнював частину данини, що імператору сплачували намісники провінцій та іноземні володарі.Для визиску звичайних підданих Хешень використовував мережу ломбардів. За чутками, в його скринях накопичилося стільки срібла, що в Китаї виник дефіцит цього металу. А вартість особистого майна Хешеня увосьмеро перевищувало державні доходи за рік.
Хабарництво першого міністра викликало загальне обурення, що зрештою вилилося у селянську війну, очолювану ватажками «Білого лотоса». Хешень довгий час вводив імператора в оману, тоді коли Хунлі таки дізнався правду —  він зрікся престолу на користь сина. Той, з поваги до батька, втім, не чіпав Хешеня до самої смерті Хунлі. Корумповані воєначальники продовжували програвати селянам битву за битвою. Проте коли старий імператор помер, Хешеня одразу заарештували і стратили.